# متروی سائو پائولو
متروی سائو پائولو (به پرتغالی: Metropolitano de São Paulo) سیستم مترو از منطقه‌است سائو پائولو، مترو اولین ساخته شود در بود برزیل، و یکی از مدرن‌ترین در جهان. حمل ۳٬۴۰۰٬۰۰۰ مسافر روزانه و ۶۵ ایستگاه و به طول ۷۸٫۴ کیلومتر